# Afrikanetz smithi
Afrikanetz smithi is een vlinder uit de familie van de Houtboorders (Cossidae). De wetenschappelijke naam van deze soort is voor het eerst voorgesteld door Roman Viktorovitsj Jakovlev en Gyula M. László in een publicatie uit 2020.
De soort komt voor in Mozambique.